# Michael Esser
Michael Esser (Castrop-Rauxel, Alemania Federal, 22 de noviembre de 1987) es un exfutbolista alemán que jugaba de portero.

## Estadísticas
Actualizado al último partido disputado en su carrera (no incluye encuentros por los equipos reservas).
| VfL Bochum · Alemania          | 2.ª           | 2010-11       | 0   | 0 | 0  | 0 | — | — | 0   | 0 |
| VfL Bochum · Alemania          | 2.ª           | 2011-12       | 1   | 0 | 0  | 0 | — | — | 1   | 0 |
| VfL Bochum · Alemania          | 2.ª           | 2012-13       | 3   | 0 | 1  | 0 | — | — | 4   | 0 |
| VfL Bochum · Alemania          | 2.ª           | 2013-14       | 4   | 0 | 0  | 0 | — | — | 4   | 0 |
| VfL Bochum · Alemania          | 2.ª           | 2014-15       | 16  | 0 | 0  | 0 | — | — | 16  | 0 |
| S. K. Sturm Graz · Austria     | 1.ª           | 2015-16       | 36  | 0 | 3  | 0 | 2 | 0 | 41  | 0 |
| S. K. Sturm Graz · Austria     | Total club    | Total club    | 36  | 0 | 3  | 0 | 2 | 0 | 41  | 0 |
| S. V. Darmstadt 98 · Alemania  | 1.ª           | 2016-17       | 28  | 0 | 2  | 0 | — | — | 30  | 0 |
| S. V. Darmstadt 98 · Alemania  | Total club    | Total club    | 28  | 0 | 2  | 0 | 0 | 0 | 30  | 0 |
| Hannover 96 · Alemania         | 1.ª           | 2017-18       | 3   | 0 | 1  | 0 | — | — | 4   | 0 |
| Hannover 96 · Alemania         | 1.ª           | 2018-19       | 32  | 0 | 1  | 0 | — | — | 33  | 0 |
| Hannover 96 · Alemania         | 2.ª           | 2019-20       | 1   | 0 | 0  | 0 | — | — | 1   | 0 |
| TSG 1899 Hoffenheim · Alemania | 1.ª           | 2019-20       | 0   | 0 | 0  | 0 | — | — | 0   | 0 |
| TSG 1899 Hoffenheim · Alemania | Total club    | Total club    | 0   | 0 | 0  | 0 | 0 | 0 | 0   | 0 |
| Hannover 96 · Alemania         | 2.ª           | 2020-21       | 29  | 0 | 1  | 0 | — | — | 30  | 0 |
| Hannover 96 · Alemania         | Total club    | Total club    | 65  | 0 | 3  | 0 | 0 | 0 | 68  | 0 |
| VfL Bochum · Alemania          | 1.ª           | 2021-22       | 3   | 0 | 1  | 0 | — | — | 4   | 0 |
| VfL Bochum · Alemania          | 1.ª           | 2022-23       | 0   | 0 | 0  | 0 | — | — | 0   | 0 |
| VfL Bochum · Alemania          | 1.ª           | 2023-24       | 0   | 0 | 0  | 0 | — | — | 0   | 0 |
| VfL Bochum · Alemania          | Total club    | Total club    | 27  | 0 | 2  | 0 | 0 | 0 | 29  | 0 |
| Total carrera                  | Total carrera | Total carrera | 156 | 0 | 10 | 0 | 2 | 0 | 168 | 0 |
| 1. 2.                          |               |               |     |   |    |   |   |   |     |   |